# Real Rieti Calcio a 5
La S.r.l. Real Rieti Calcio a 5 è una squadra italiana di calcio a 5 con sede a Rieti.

## Storia

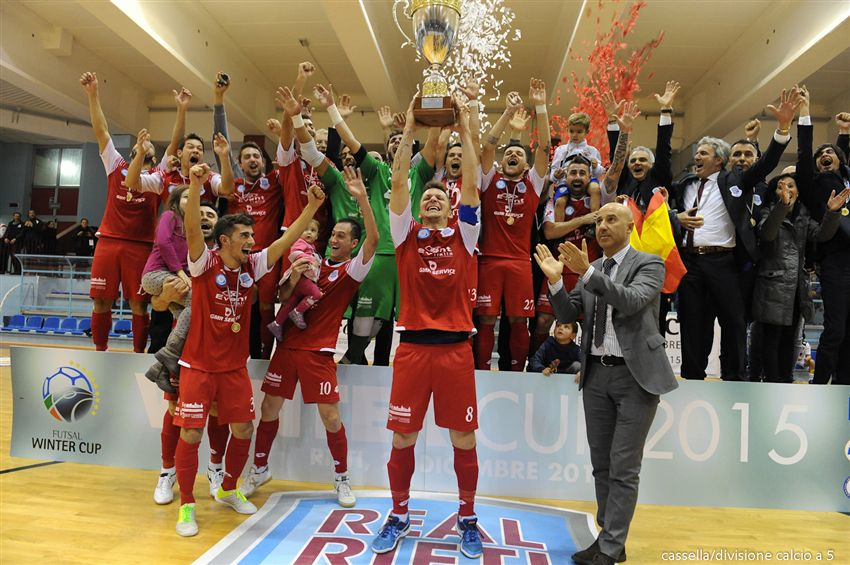
I festeggiamenti per la vittoria della Winter Cup 2015-2016

La società è stata fondata nel 1999 come "Pro Calcio Studentesca Rieti" e solo nel 2008 ha assunto la denominazione "Real Rieti Calcio a 5". Dopo aver trascorso il primo decennio della propria storia nelle categorie provinciali e regionali, al termine della stagione 2008-09 beneficia di un ripescaggio nel campionato nazionale di Serie B.
Nella stagione 2010-11 riesce a conquistare la promozione nella massima serie, dopo aver battuto nei play off la Cogianco Genzano, entrando così nell'olimpo del futsal.
Nell'aprile del 2013 Roberto Pietropaoli, in polemica sia con la classe arbitrale sia con l'Associazione Calciatori, comunica che non iscriverà la squadra al seguente campionato, garantendo tuttavia la regolarità dell'attività agonistica fino al termine del campionato; il presidente ritornerà tuttavia sulla propria decisione, non solamente iscrivendo la società ma rinforzandone l'organico in vista dell'inedito e competitivo campionato di Serie A a sole dieci squadre.
Il 23 dicembre 2015 al PalaMalfatti il Real Rieti si aggiudica il suo primo trofeo: la Winter Cup, risultato che il presidente Pietropaoli ha definito «il più importante trofeo sportivo mai vinto da una squadra di Rieti dopo la Coppa Korać» vinta dalla AMG Sebastiani Basket nel 1980. Nella stessa stagione, dopo un sorprendente terzo posto in regular season, gli amaranto arrivano a sorpresa a giocarsi la finale scudetto, persa, ma non senza mettere in difficoltà la superfavorita Asti.
L'annata successiva, il ritiro dei piemontesi, porta il Rieti ad acquisire i diritti di partecipazione sia alla Supercoppa (persa per mano del Pescara) sia alla Coppa UEFA. Nel loro esordio europeo i reatini arrivano al turno élite, fermati dal Qairat. In campionato, invece, il nono posto nella stagione regolare non garantisce la qualificazione ai successivi play-off.
Nell'estate 2017 come allenatore viene ingaggiato Massimiliano Bellarte. Dopo un inizio stagione difficile (causa della mancata qualificazione alle final-eight di Coppa Italia), gli amarantocelesti sono protagonisti di un girone di ritorno più che positivo, che culmina, ai play-off, con il raggiungimento della semifinale (battendo il più quotato Kaos).
Nel gennaio 2019 arriva la vittoria della Coppa della Divisione, ai danni dei padroni di casa dell'Italservice Pesaro. Con questo titolo, il Real Rieti diventa la più titolata società cittadina.

### Lo scioglimento
Il 17 luglio 2020 la procura di Rieti ha messo sotto sequestro giudiziario il PalaMalfatti, arena del Real Rieti, per mancanza del certificato antincendio necessario all'agibilità della struttura; per la vicenda sono stati indagati il sindaco di Rieti Antonio Cicchetti, che aveva firmato le deroghe che autorizzavano a disputare ugualmente le gare, e il presidente del Real, Pietropaoli, in quanto gestore dell'impianto.
Il giorno stesso il presidente Pietropaoli, vista la mancanza di un campo di gioco, ha annunciato la cessazione immediata dell'attività agonistica dell'intera società, dalla prima squadra al settore giovanile, accusando gli enti locali di essere responsabili dell'accaduto, e dichiarando di essere «stanco di essere pugnalato dalla città». Tali accuse sono state respinte sia dal comune che dalla provincia; secondo quest'ultima l'agibilità si sarebbe potuta ottenere in poco tempo e inoltre, sei giorni dopo, l'ente ha avviato i lavori al PalaSojourner che lo avrebbero dovuto rendere agibile per il calcio a 5, come chiedeva da tempo Pietropaoli.
Il 22 luglio Pietropaoli ha annunciato l'acquisizione di quote della Real Sebastiani Rieti, società di basket che aveva contribuito a fondare a giugno; Pietropaoli non aveva mai fatto segreto di essere interessato al mondo del basket, ma che non poteva sostenere l'investimento da solo.
Per tale ragione, secondo il presidente della provincia, la fine del Real Rieti è da addebitarsi a nuovi interessi imprenditoriali di Pietropaoli, e non alla chiusura del PalaMalfatti.

### New Real Rieti
Nell’estate del 2022, il MSG Rieti, club di Monte San Giovanni in Sabina iscritto al campionato umbro di Serie C1, affianca alla propria denominazione ufficiale quella di "New Real Rieti" con l'obiettivo di rilanciare il calcio a 5 reatino. La squadra viene affidata a David Festuccia, già allenatore del Real Rieti. Nella stagione 2022-2023, dopo aver condotto quasi tutto il campionato in testa alla classifica salvo venire poi superato dal Gadtch 2000 Perugia nelle ultime giornate, il New Real Rieti batte rispettivamente San Martino, Versilia e Audax Senigallia nei playoff, ottenendo dunque la promozione in Serie B e riportando la Rieti del futsal nei campionati nazionali ad appena 3 anni di distanza dall'ultima partecipazione del Real Rieti alla Serie A. Il 27 settembre 2023, la società annuncia il ritorno a Rieti di Rafinha, il quale ritrova Festuccia come allenatore. Il 14 ottobre 2023, all’esordio in campionato al PalaMalfatti contro il Cerreto d’Esi, il New Real Rieti vince per 4-2 con doppietta proprio di Rafinha. In seguito il New Real Rieti cade ad Ancona per 6-2 nella 2ª giornata, mentre nella 3ª giornata pareggia per 1-1 in casa contro la Gadtch Perugia con gol ancora di Rafinha. Alla quarta giornata il Real vince il derby in trasferta contro la Spes Poggio Fidoni per 6-3, vanificando però tutto con una sconfitta al PalaMalfatti per 3-4 contro Macerata. Il girone d’andata, anche per via di numerosi infortuni, prosegue tra alti e bassi e il Real lo conclude al quinto posto, comunque in zona playoff, fallendo di appena un punto la qualificazione alla Coppa Italia. La fase discendente inizia con un successo a Cerreto e un pari casalingo contro Ancona. Il campionato prosegue tra alti e bassi (da segnalare la vittoria nel derby di ritorno, al PalaMalfatti, contro la Spes Poggio Fidoni per 4-2), ma il Real riesce comunque a raggiungere i playoff, concludendo il campionato al quarto posto grazie al successo per 7-1 su Recanati all’ultima giornata. Negli ottavi di finale, i reatini sconfiggono Ancona per 4-3 nella gara di andata al PalaMalfatti, cedendo però per 7-4 nel ritorno ad Ancona, venendo quindi eliminati. Il 24 luglio viene ufficializzato l’accoglimento della domanda di ripescaggio presentata dalla società, che viene quindi ammessa in Serie A2.

### Stagione 2024-2025: l'anno del ritorno in Serie A2
Per affrontare la terza serie nazionale la società, in aggiunta alla conferma di numerosi giocatori dalla rosa della precedente annata, tra cui lo stesso Rafinha, nonché dell’intero staff tecnico, decide di operare sul un mix tra gioventù ed esperienza, con l’obiettivo di costruire una squadra in grado di centrare una tranquilla salvezza. Tra gli acquisti spicca quello dell’esperto pivot Fábio Poletto, proveniente dall’Active Network, club militante in massima serie nella passata stagione. L’inizio di campionato vede il Real pareggiare per 2-2 contro l’Imolese al PalaMalfatti. La prima vittoria arriva alla terza giornata, con un 5-4 a domicilio contro l’Audax Senigallia, mentre la prima affermazione casalinga si verifica alla sesta giornata, quando il Real supera per 3-2 la Buldog Lucrezia. La squadra conclude il girone d'andata al sesto posto, a due punti di distanza dai playoff. Nel girone di ritorno, il Real ottiene la salvezza con  tre giornate d’anticipo, terminando la stagione del ritorno in A2 in ottava posizione.

## Cronistoria
| Cronistoria del New Real Rieti C5 |
| --- |
| - 1999 · Fondazione della Pro Calcio Studentesca Rieti. - 1999-00 · ? - 2000-01 · ? - 2001-02 · ? - 2002-03 · ? - 2003-04 · ? - 2004-05 · ? - 2005-06 · 1ª nel girone ? di Serie D. Promossa in Serie C2. Ottavi di finale di Coppa Lazio. - 2006-07 · ? nel girone B di Serie C2 Lazio. - 2007-08 · ? nel girone A di Serie C2 Lazio. - 2008 · Assume la denominazione Real Rieti C5. - 2008-09 · 3ª in Serie C1 Lazio. Ripescata in Serie B. 1º turno dei play-off promozione. - 2009-10 · 2ª nel girone C di Serie B. Promossa in Serie A2. Vince i play-off promozione. 1ª fase di Coppa Italia di Serie B. - 2010-11 · 3ª nel girone A di Serie A2. Promossa in Serie A. Vince i play-off promozione. Semifinalista di Coppa Italia di Serie A2. - 2011-12 · 10ª in Serie A. - 2012-13 · 10ª in Serie A. - 2013-14 · 5ª in Serie A. Quarti di finale play-off scudetto. Quarti di finale di Coppa Italia. Finalista di Winter Cup. - 2014-15 · 5ª in Serie A. Quarti di finale play-off scudetto. Quarti di finale di Coppa Italia. 2ª fase di Winter Cup. - 2015-16 · 3ª in Serie A. Finalista play-off scudetto. Quarti di finale di Coppa Italia. Vince la Winter Cup (1º titolo). - 2016-17 · 9ª in Serie A. 1ª fase di Winter Cup. Finalista di Supercoppa italiana. Turno élite di Coppa UEFA. - 2017-18 · 6ª in Serie A. Semifinalista play-off scudetto. Quarti di finale di Coppa della Divisione. - 2018-19 · 3ª in Serie A. Semifinalista play-off scudetto. Semifinalista di Coppa Italia. Vince la Coppa della Divisione (1º titolo). - 2019-20 · 3ª in Serie A. Semifinalista di Coppa della Divisione. - 2020 · Scioglimento della società. - 2020-22 · Inattiva. - 2022 · Il MSG Rieti, club di Monte San Giovanni in Sabina, sposta la sua sede a Rieti e modifica la propria denominazione in New Real Rieti, recuperando così la denominazione del precedente sodalizio. Riparte dalla Serie C1, venendo inserito nel girone Umbria. - 2022-23 · 2ª in Serie C1 Umbria. Promossa in Serie B. Vince i play-off promozione. - 2023-24: 4ª nel girone D di Serie B. Ripescata in Serie A2. 1º turno play-off promozione. - 2024-25: 8ª nel girone C di Serie A2. |

## Palmarès
- Winter Cup: 1
2015-16
- Coppa della Divisione: 1
2018-19

## Statistiche

### Partecipazione ai campionati nazionali
| Livello | Categoria                          | Partecipazioni | Debutto   | Ultima stagione |
| ------- | ---------------------------------- | -------------- | --------- | --------------- |
| 1°      | Serie A                            | 9              | 2011-2012 | 2019-2020       |
| 2°      | Serie A2/Serie A2 Élite (dal 2023) | 1              | 2010-2011 | 2010-2011       |
| 3°      | Serie B/Serie A2 (dal 2023)        | 2              | 2009-2010 | 2024-2025       |
| 4°      | Serie B (dal 2023)                 | 1              | 2023-2024 | 2023-2024       |

## Colori e simboli

### Colori sociali
I colori sociali del Rieti Calcio a 5 sono quelli cittadini, ovvero il celeste e l'amaranto.

### Stemma
Il logo attualmente in uso (a destra nell’immagine) è costituito da uno scudo con strisce oblique in cui si alternano i colori amaranto e celeste e il nome della società scritto con gli stessi colori, ed è contornato da un bordo bianco e uno amaranto. Nella parte superiore campeggia una corona amaranto, nella parte inferiore un pallone con sopra la scritta “Calcio a 5” in nero su sfondo giallo, insieme a dei ramoscelli (in quello di sinistra le foglie sono amaranto, mentre in quello di destra sono celesti).
Il logo precedentemente in uso (a sinistra nell’immagine) aveva una forma molto simile: esso era infatti costituito da uno scudo celeste bordato di grigio contenente il nome della società in lettere amaranto; nella metà inferiore una banda orizzontale dello stesso colore conteneva la dicitura "Calcio a 5". Lo scudo sovrastava dei ramoscelli di alloro che si incrociavano al centro, quello a sinistra amaranto e quello di destra celeste.

## Tifoseria
Il principale gruppo del tifo organizzato del Real Rieti è stato quello dei Real Ultras Boys, scioltosi a seguito della fine dell’attività della prima squadra nel 2020. Oggi la squadra è invece sostenuta dalle Nuove Leve, gruppo costituitosi a febbraio 2025, il cui obiettivo è quello di gettare le fondamenta per il presente e il futuro del tifo organizzato amarantoceleste.

## Palazzetto
Il Real Rieti Calcio a 5 gioca le partite interne al PalaMalfatti di Rieti. A causa della ridotta capienza dell'impianto per le finali play-off e supercoppa 2016 è stato utilizzato il Pala San Nicolò di Teramo, mentre per il main round di Coppa UEFA (nel medesimo anno) il PalaPaternesi di Foligno. Nella stagione 2022-2023, data l’indisponibilità del PalaMalfatti, ancora sotto sequestro in quel periodo, la squadra ha disputato le sue partite interne presso il PalaBetto di Cittaducale.

## Allenatori
- 1999-2008 ·
- 2008-2009 ·  Fabrizio Ranieri,  Claudio Vaz
- 2009-2010 ·  Claudio Vaz,  Paolo De Simoni
- 2010-2011 ·  Paolo De Simoni,  Gerardo Rosa,  Cafu
- 2011-2012 ·  David Ceppi,  Miki
- 2012-2013 ·  Ramiro López,  Fabrizio Ranieri,  Diego Giustozzi
- 2013-2014 ·  Antonio Ricci,  Alessio Musti
- 2014-2015 ·  Mario Patriarca
- 2015-2016 ·  David Ceppi,  Mario Patriarca
- 2016-2017 ·  Mario Patriarca,  David Festuccia,  Marcelo Batista,  Mario Patriarca,  Domenico Luciano
- 2017-2018 ·  Massimiliano Bellarte
- 2018-2019   Massimiliano Mannino,  David Festuccia
- 2019-2020 ·  Duda,  Miki
- 2022-presente  David Festuccia